# Фелікс де Рібас
Фелікс Михайлович де Рібас (1769—1845) — прем'єр-майор, дипломат, меценат. Молодший брат засновника Одеси Хосе де Рібаса. Генеральний консул Неаполя в Одесі (1808—1845).

## Життєпис
Народився у 1769 в Неаполі в родині вихідця з Іспанії, спадкового дворянина іспанського дона Мігель де Рібас-і-Бухонс і родовитої ірландка Маргарити Планкет.
Приїхав з Неаполя в чині гвардії поручика неаполітанської служби в 1792. Служив волонтером при армії її Величності, на підтвердження чого мав атестат від 7 серпня 1792, виданий генерал-майором лейб-гвардії Преображенського полку секунд-майором і кавалером Іраклієм Морковим. Згодом Фелікс де Рібас бере участь в бойових діях проти Польщі. Будучи секунд-майором елітного Преображенського полку, він бере участь в битві під Городищем в 1792, потім, вже в складі єгерського Єлисаветградського полку, особливо відрізняється при захопленні артилерії ворога в битві під Дубенкою.
У 1797, вийшовши у відставку в чині прем'єр-майора, остаточно поселяється в Одесі і до самої смерті, яка настала в 1845, він, за спогадами сучасників, був активним помічником керівників Одеси — від Рішельє до Воронцова — і з 1808 виконував обов'язки генерального консула Неаполя.
Доклав чимало зусиль для зближення іноземних підприємців з одеськими купцями, що було вкрай важливо для юного міста. Використовуючи особисті зв'язки, він домігся приходу в Одесу кілька торгових суду з Неаполя. Одним з перших в Одесі почав займатися організацією рибного промислу і шовкопрядства, був зачинателем в багатьох інших галузях підприємництва.

## Благодійницька діяльність
Він щотижня давав обіди для своїх друзів, в число яких входило безліч італійських артистів, які живуть в Одесі і часом бідують, як і численні представники їх мандрівного братства. Фелікс де Рібас зробив безцінний подарунок для одеситів, передав місту знаменитий Міський сад, одне з найкрасивіших місць в Одесі. Брав активну участь у ліквідації наслідків чумної епідемії.
Помер в травні 1845, його поховали з усіма відповідними почестями на Першому Християнському кладовищі. Рівно через рік, в травні 1846, вдова і діти встановили на його могилі прекрасний пам'ятник з білого італійського мармуру. Зараз на цьому місці парк культури і відпочинку Преображенський.